# Tarło (przystanek kolejowy)
Tarło – kolejowy przystanek osobowy we wsi Tarło-Kolonia, w powiecie lubartowskim, w województwie lubelskim, położony w km 72,418 na linii kolejowej nr 30.

## Historia
W okresie PRL w jego obrębie funkcjonowała mijanka. Ruch pasażerski na przystanku zawieszono 3 kwietnia 2000 roku.
Ponownie otwarto go 30 września 2013 roku w związku z przywróceniem ruchu regionalnego z Parczewa do Lublina.
W 2019 roku podjęto decyzję o budowie nowego peronu. Zrealizowano ją w latach 2020–2021 w ramach kompleksowej rewitalizacji odcinka Parczew – Lubartów. W związku z tym 1 września 2020 roku przystanek został ponownie zamknięty.
12 grudnia 2021 roku uruchomiono nowy peron. Zbudowano go według standardu 100 m długości i 760 mm wysokości. Oświetlono latarniami LED, w pełni dostosowano do potrzeb osób niepełnosprawnych. Wyposażono w przeszkoloną wiatę, ławki, śmietniki oraz gabloty z rozkładem jazdy. Przy wejściu zamontowano 5 stojaków na rowery.
W bezpośrednim sąsiedztwie znajduje się przejazd kolejowo-drogowy w ciągu drogi wojewódzkiej nr 821. Przystanek nie jest wyposażony w parking samochodowy.

## Ruch pasażerski
Przystanek znajduje się w odległości 1,2 km od centrum Tarła i 1,6 km od Tarła-Kolonia. Jest częścią trasy pociągów Łuków – Lublin przewoźnika PolRegio.
Od grudnia 2024 roku codziennie zatrzymywało się tutaj 6 par pociągów regionalnych (5 w weekendy) zapewniających dojazd do Łukowa, Radzynia Podlaskiego, Parczewa oraz Lubartowa i Lublina.
Dobowa wymiana pasażerska oraz miejsce w rankingu ogólnopolskim:
| Rok  | Ilość pasażerów | Miejsce w Polsce |
| ---- | --------------- | ---------------- |
| 2017 | 20-49           | 1800             |
| 2018 | 10-19           | 1854             |
| 2019 | 20-49           | 1863             |
| 2020 | 10-19           | 1892             |
| 2021 | 0-9             | 2261             |
| 2022 | 20-49           | 2060             |
| 2023 | 20-49           | 2111             |